# ISO 3166-2:MO
ISO 3166-2:MO是國際標準化組織訂定澳門各行政區的代碼，屬於ISO 3166-2的子集，同時也屬於訂定中國行政區的代碼的ISO 3166-2:CN的子集。
目前此國際標準化組織並未幫澳門的各行政區訂定任何代碼，此碼為空白代碼。

## 更新
| 日期/版本  | 更改         |
| ---------- | ------------ |
| 2002-08-20 | 修正國名錯誤 |